# Pyrokinesis
Pyrokinesis (Пирокине́зис; настоящее имя — Андре́й И́горевич Федоро́вич; род. 16 декабря 1995, Багерово, Республика Крым) — российский рэпер. Участник музыкального лейбла MOZA с 2024 года.

## Биография
Родился 16 декабря 1995 года в крымском посёлке Багерово, детство провёл во Львове, в подростковом возрасте переехал в Краснодар. Начинал творческий путь с написания стихотворений и рассказов, затем стал пробовать себя в жанре рэп. В то время Андрей слушал композиции «Касты», Oxxxymiron и многих участников рэп-баттлов, в которых впоследствии сам стал принимать участие. Наивысшее достижение — второе место на «Левом баттле». Также благодаря баттлам он стал членом творческого объединения «#каждаябарбистерва», куда помимо него входили Aikko, Егор Натс, playingtheangel и другие.
Учился в Кубанском государственном университете на физико-техническом факультете по специальности «Электроника и наноэлектроника». Но, по словам исполнителя, на втором курсе он принял решение полностью посвятить себя музыке и не уделял учёбе достаточно времени, хотя и получил диплом. В 2015 году вышли его первый мини-альбом «5», ещё один релиз такого формата Burn to Die и полноценный альбом Black Roze x Red Roze.
В 2016 и 2017 вышли альбомы Eclipse и «Терновый венец эволюции», значительно повлиявшие на карьерный путь рэпера. Примерно в это же время, окончив университет в Краснодаре, в 2017 году исполнитель переехал в Санкт-Петербург, что открыло ему новые знакомства в музыкальной среде и дало больше возможностей для реализации своего творчества. В 2018 была представлена работа «Корми демонов по расписанию», после которой Андрей совместно с исполнителем Sted.D организовал тур на 23 города. В следующем году был выпущен альбом «Моя милая пустота», в первый день набравший почти два миллиона прослушиваний, а в 2020 — «Питер, чай, не Франция». В 2019 году исполнитель принял участие в 17 независимом онлайн-баттле на портале hip-hop.ru и дошёл там до второго раунда. 5 августа 2022 года ожидался выход нового альбома под названием «Геометрия тьмы», но позже релиз перенесли. 8 июля был выпущен сингл «Шёпот далёких звёзд», а 5 августа — сингл «Отказываю небу» с ожидаемой пластинки. 22 августа вышел тизер альбома, а премьера альбома состоялась 26 августа. Через 364 дня без выпуска сольных треков выходит первый сингл с грядущего альбома Mea Maxima Culpa, «День рождения наоборот». Выход альбома был анонсирован 1 февраля 2025 года. Сама пластинка вышла 21 февраля. Яндекс Музыкой было проведено интервью по поводу нового альбома.

## Характеристика творчества
Отличительной особенностью работ исполнителя является их концептуальность. В своих треках он делает упор на текстовую составляющую, а также тщательно продумывает образы лирических героев. Сам Андрей заявляет, что в каждый свой трек и альбом вкладывает какую-либо идею, но при этом оставляет пространство слушателю для дальнейшего её осмысления. На творчество Pyrokinesis, по его словам, сильное влияние оказали Лана Дель Рей, Каста, Виктор Пелевин, Энди Уорхол и другие.

## Дискография

### Студийные альбомы
- 2015 — Black Roze x Red Roze
- 2016 — Eclipse
- 2017 — «Терновый венец эволюции»
- 2018 — «Корми демонов по расписанию»[9]
- 2019 — «Акустический»
- 2019 — «Моя милая пустота»
- 2020 — «Питер, чай, не Франция»
- 2022 — «геометрия тьмы»
- 2025 — mea maxima culpa

### Мини-альбомы
- 2015 — «5»
- 2015 — Burn to Die

### Синглы
| Год  | Название |
| ---- | --- |
| 2015 | «Алиса» |
| 2016 | «Videogames» |
| 2016 | «Никогда никому» |
| 2016 | «Бумажный феникс» |
| 2016 | «Cursed» |
| 2016 | «Артобстрел» (при уч. STED.D)                                                                                                 |
| 2016 | «Витаминки» |
| 2017 | «8 Beat» |
| 2017 | «Перстень Анубиса» |
| 2017 | «Бесполезные слова» |
| 2017 | «Пусть меня похоронит мечта» (при уч. aikko)                                                                                  |
| 2017 | «Мой любимый погребок» |
| 2018 | «Вечный двигатель» (при уч. найтивыход)                                                                                       |
| 2018 | «Сибирь» (при уч. Овсянкин)                                                                                                   |
| 2018 | «Я приду к тебе с клубникой в декабре»                                                                                        |
| 2018 | «Сахарная вата» |
| 2018 | «Прекрасное далёко» |
| 2018 | «Помогите Элли» |
| 2019 | «море волнуется» |
| 2019 | «Абьюзер» (при уч. playingtheangel)                                                                                           |
| 2019 | «Легенда о Боге Смерти» |
| 2019 | «Гепатит спид сифилис» |
| 2019 | «Цветами радуги» |
| 2020 | «У времени нет любви» (при уч. Dakooka)                                                                                       |
| 2020 | «Днями-ночами» (при уч. Мукка)                                                                                                |
| 2020 | «Сестра» (Каста Remix) |
| 2020 | «Всю ночь» (при уч. Masha Hima)                                                                                               |
| 2020 | «Коварный Макс воришка снов»                                                                                                  |
| 2020 | «Девочка Прасковья» |
| 2020 | «Молот ведьм» |
| 2020 | «Жизнь единственная моя ты»                                                                                                   |
| 2020 | «Абсолютно чёрное тело» |
| 2021 | «Море волнуется два» |
| 2021 | «Нечего терять» (при уч. Plavnck)                                                                                             |
| 2021 | «Некуда бежать» (при уч. Мукка и Booker)                                                                                      |
| 2021 | «Ума Турман» |
| 2021 | «Игла Дисс» (при уч. СД, Вири Альди, Джигли, Dead Rave, Да Ст, MF Док, АнальгиН, Juda, MF Orange, Козачок, AUX, Danny Hackel) |
| 2021 | «Клио» (при уч. Deadkid) |
| 2021 | «Легенда о Богине Гроз» |
| 2021 | «Чапман ред» |
| 2021 | «В небо коза ёмоё» |
| 2021 | «Всё равно» (при уч. zygomaticus)                                                                                             |
| 2022 | «Карусель» (при уч. море лун)                                                                                                 |
| 2022 | «Диско элизиум» |
| 2022 | «Око» |
| 2022 | «Оберег» (при уч. Own Maslou)                                                                                                 |
| 2022 | «Шёпот далёких звёзд» |
| 2022 | «Чёрное сердце» (при уч. Мукка)                                                                                               |
| 2022 | «Отказываю небу» |
| 2022 | «На краю галактики» (при уч. Kommo)                                                                                           |
| 2022 | «В ад только перед тобой в рай только после тебя» (при уч. Booker)                                                            |
| 2023 | «Эйфория» (при уч. CMH) |
| 2023 | «Молот ведьм» (Remastered) |
| 2023 | «Новогодняя» |
| 2023 | «Легенда о Богине Мечей» |
| 2023 | «Я краснею при тебе как...»                                                                                                   |
| 2023 | «Чужие песни» (при уч. playingtheangel, Рэйди и Sted.D)                                                                       |
| 2023 | «брошен» |
| 2023 | «Дельнадрис - пока» (при уч. Leraiie)                                                                                         |
| 2023 | «Под каплями слёз» (при уч. Jollo)                                                                                            |
| 2023 | «Дворцовый мост» |
| 2024 | «Ведьмы» (при уч. Овсянкин)                                                                                                   |
| 2024 | «День рождения наоборот» |
| 2025 | «Её влюбленные глаза» |

#### Цикл «Final Fantasy»
- 2018 — «Я приду к тебе с клубникой в декабре»
- 2019 — «Море волнуется»
- 2019 — «Легенда о Боге Смерти»
- 2020 — «Коварный Макс воришка снов»
- 2021 — «море волнуется два»
- 2021 — «Легенда о Богине Гроз»
- 2023 — «Легенда о Богине Мечей»